# Aanloopkosten
Aanloopkosten zijn kosten die gemaakt worden omdat hetgeen waarvoor de kosten gemaakt worden nog in de kinderschoenen staat. Tot de aanloopkosten van een consumentenproduct kunnen bijvoorbeeld de kosten voor een reclamecampagne behoren die een product bekendheid moeten geven.